# Aeroportul Tabubil
Aeroportul Tabubil (IATA: TBG, ICAO: AYTB) este un aeroport din Western Province⁠(d), Papua Noua Guinee. A fost numit după Tabubil⁠(d).
Situat la o altitudine de 457 m, aeroportul dispune de o singură pistă.